# Eikel (anatomie)
De eikel (glans penis) is het ronde uiteinde van de menselijke penis. De eikel ligt bij onbesneden mannen meestal verborgen in de voorhuid.
Bij een deel van de mannen wordt de eikel zichtbaar tijdens een erectie. Bij besneden mannen is de voorhuid geheel of gedeeltelijk verwijderd en is de eikel hierdoor vrijwel altijd zichtbaar. De eikel is doorgaans het gevoeligste deel van de penis en speelt een grote rol bij de seksualiteit.
De Latijnse benaming glans penis betekent letterlijk 'eikel van de staart', en de vertaling eikel is dan ook in het Nederlands (en andere talen) terechtgekomen. De eikel heet niet voor niets zo, hij lijkt inderdaad enigszins op de vrucht van een eik.
Evenals de penis, is de eikel voorzien van zwellichamen. De huid van de eikel is geen normale huid, zoals op de penis, maar slijmvlies. De urinebuis mondt in de eikel uit. Behalve dat de eikel de voortzetting van de penisschacht is, is hij aan de onderzijde ook met een peesje, het frenulum praeputii penis, daaraan verbonden.

## Schoonhouden
Onder de voorhuid, in het bijzonder achter de rand van de eikel, verzamelt zich smegma, een witte massa die hoofdzakelijk uit talg bestaat. Het behoort tot de normale lichaamshygiëne dit dagelijks weg te wassen, voor zover de voorhuid zich naar achter laat schuiven (wat bij jonge kinderen vaak nog niet mogelijk is). Wordt de eikel niet regelmatig gereinigd, dan kunnen ontstekingen (balanitis) aan eikel en voorhuid ontstaan en bij geslachtsgemeenschap zouden infecties bij de vrouw kunnen ontstaan. Als de ontsteking regelmatig voorkomt kan overwogen worden een besnijdenis uit te laten voeren.

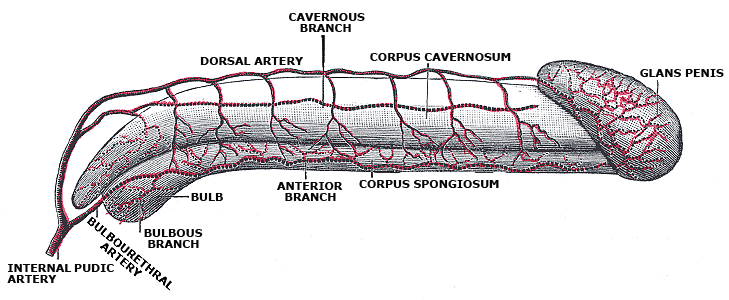

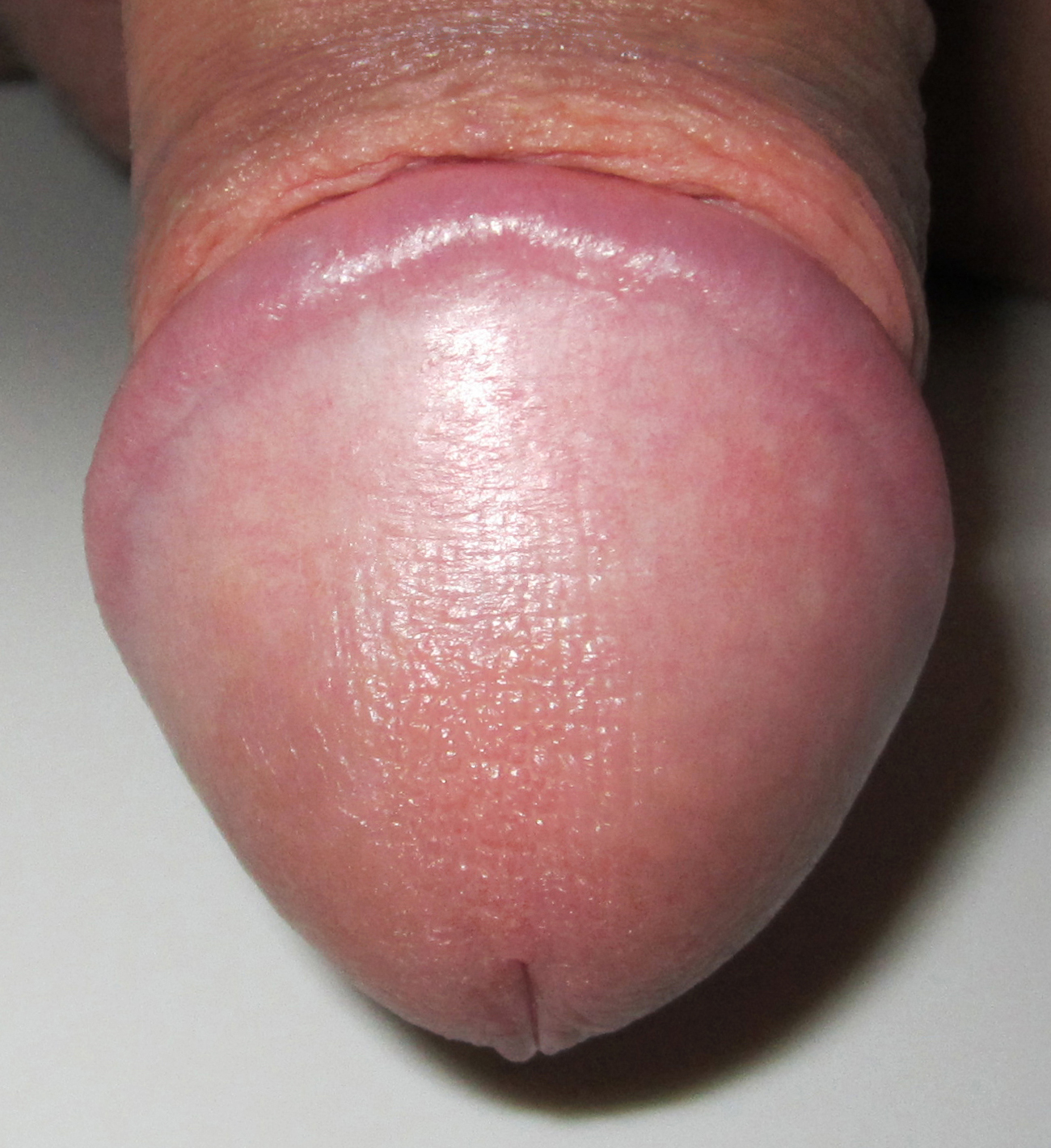
Eikel
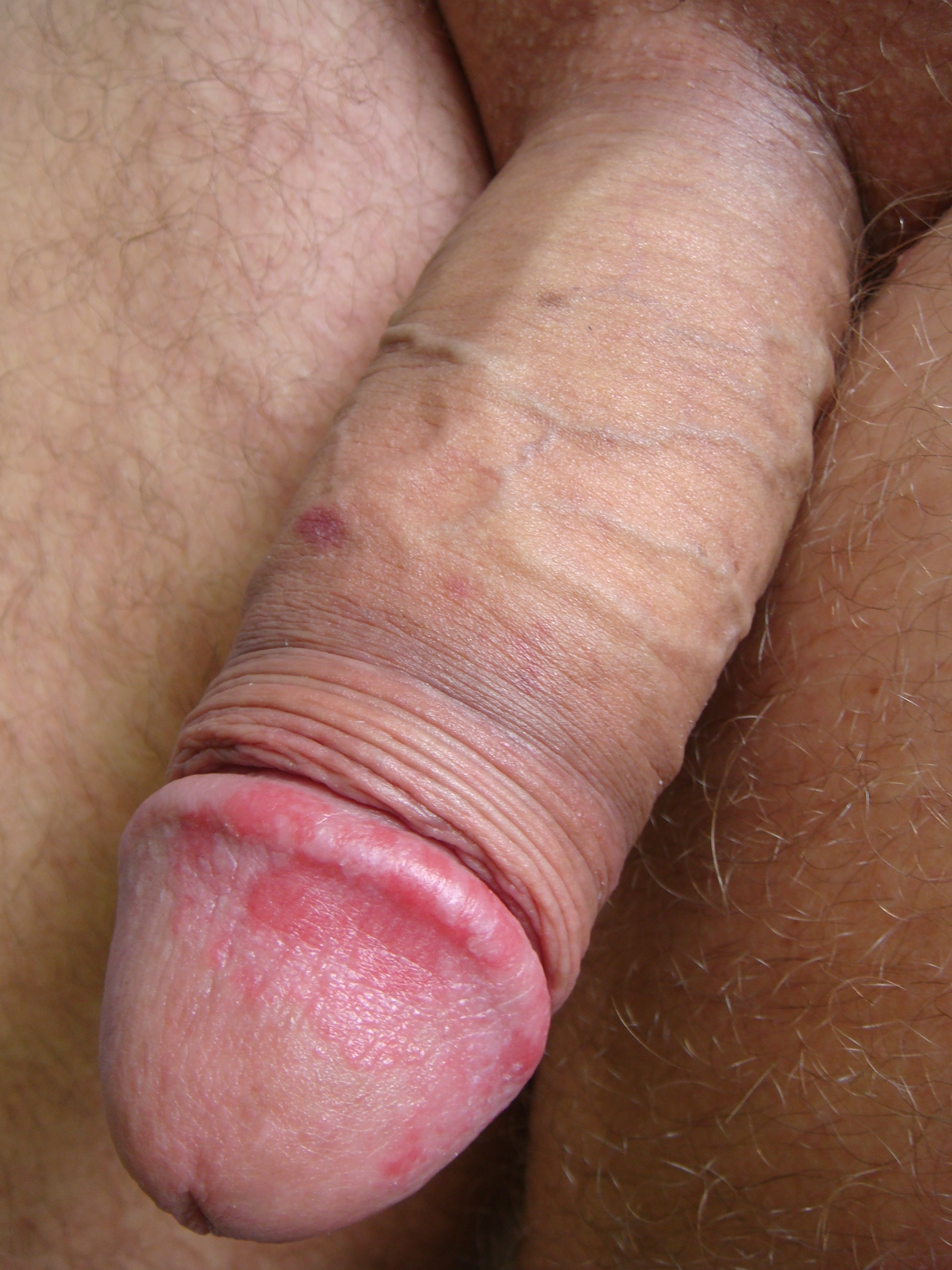
Ontsteking van de eikel (Balanitis)
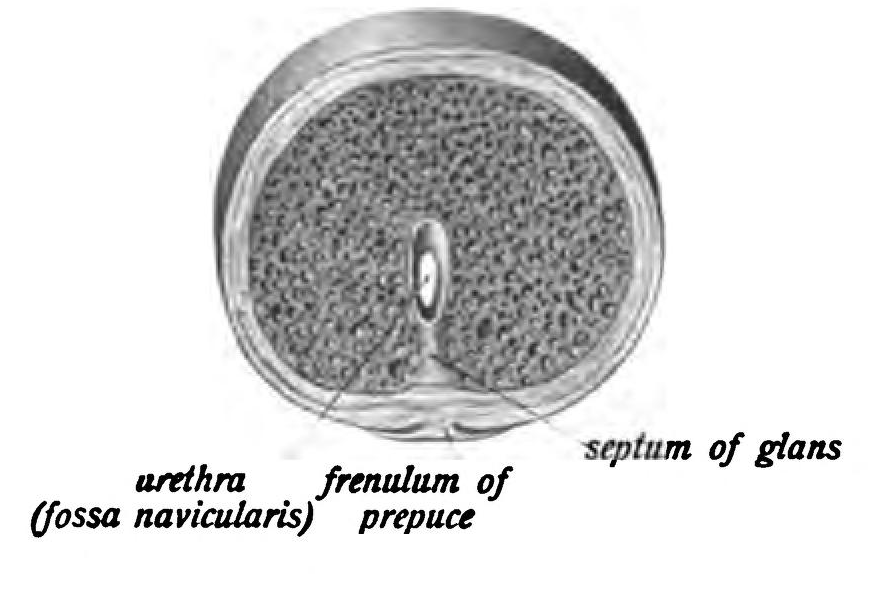
Dwarsdoorsnde van de menselijke glans penis (eikel) met het septum glandis (septum of glans). urethra: urinebuis